# Heartlay
 (avril 2025).
La mise en forme du texte ne suit pas les recommandations de Wikipédia : il faut le « wikifier ».
Les points d'amélioration suivants sont les cas les plus fréquents :
- Les titres sont pré-formatés par le logiciel. Ils ne sont ni en capitales, ni en gras.
- Le texte ne doit pas être écrit en capitales (les noms de famille non plus), ni en gras, ni en italique, ni en « petit »…
- Le gras n'est utilisé que pour surligner le titre de l'article dans l'introduction, une seule fois.
- L'italique est rarement utilisé : mots en langue étrangère, titres d'œuvres, noms de bateaux, etc.
- Les citations ne sont pas en italique mais en corps de texte normal. Elles sont entourées par des guillemets français : « et ».
- Les listes à puces sont à éviter, des paragraphes rédigés étant largement préférés. Les tableaux sont à réserver à la présentation de données structurées (résultats, etc.).
- Les appels de note de bas de page (petits chiffres en exposant, introduits par l'outil «  Source ») sont à placer entre la fin de phrase et le point final[comme ça].
- Les liens internes (vers d'autres articles de Wikipédia) sont à choisir avec parcimonie. Créez des liens vers des articles approfondissant le sujet. Les termes génériques sans rapport avec le sujet sont à éviter, ainsi que les répétitions de liens vers un même terme.
- Les liens externes sont à placer uniquement dans une section « Liens externes », à la fin de l'article. Ces liens sont à choisir avec parcimonie suivant les règles définies. Si un lien sert de source à l'article, son insertion dans le texte est à faire par les notes de bas de page.
- La présentation des références doit suivre les conventions bibliographiques. Il est recommandé d'utiliser les modèles {{Ouvrage}}, {{Chapitre}}, {{Article}}, {{Lien web}} et/ou {{Bibliographie}}. Le mode d'édition visuel peut mettre en forme automatiquement les références.
- Insérer une infobox (cadre d'informations à droite) n'est pas obligatoire pour parachever la mise en page.

Pour une aide détaillée, merci de consulter Aide:Wikification.
Si vous pensez que ces points ont été résolus, vous pouvez retirer ce bandeau et améliorer la mise en forme d'un autre article.
Heartlay est un groupe de metal industriel français, originaire de région parisienne. Aaron Sadrin donne vie au projet en 2014. Tout d'abord conçu comme un projet de rock industriel, le projet évolue rapidement vers un metal industriel énergique avec des influences issues du metalcore, du metal alternatif, de l'electronica, de la new wave, de l'EBM voir du nu-metal ou du crossover au fil de ses productions déclinées sur plusieurs EP, albums et remixes,,,.
Aaron est à ce jour le seul auteur compositeur du groupe,. Il assume également la majeure partie des enregistrements en tant qu'interprète et effectue le travail d'ingénieur du son sur toutes les productions. Les autres membres du groupe sont ponctuellement associés à l'interprétation de leur instrument sur les enregistrements. Ils participent en revanche sous forme de collectif à tous les autres aspects du groupe, visuels, marketing, stratégiques ou live et leur label, « An Exile Music » est également auto-géré,.

## Biographie
Aaron diffuse le premier EP de Heartlay Injection le 11 novembre 2014, puis le second EP Remedy le 20 novembre 2015, mais date généralement la naissance du groupe à la sortie officielle du premier album.
Le premier album, Close To Collapse sort le 16 juin 2017. C'est un album musicalement diversifié, très personnel, romantique et désabusé, qualifié de mélancolique voir avec des accents gothiques par la presse,. L'album aborde des problématiques intérieures ou encore la misanthropie comme dans Death Screens ou Come Down. Ce premier album bénéficie d'une large couverture médiatique et attire l'attention du magazine allemand spécialisé Orkus qui le classe « album de la semaine » début septembre 2017. Heartlay propose aussi ses premiers remixes d'artistes de metal industriel, gothique ou EBM et inversement à partir de cette période ; une première partie de Porn sur Paris est d'ailleurs préparée, mais annulée pour cause de pandémie de COVID-19.
Le second album du groupe, Attack & Agony est diffusé le 27 novembre 2019. Il aborde les émotions négatives et l'anxiété d'Aaron, des thèmes personnels ou romantiques comme dans Hourglass ou The Curse We Know. Certains textes, écrits à la première personne évoquent également des individus ou des situations qui lui sont étrangères, comme dans Bloodright qui traite des tueries de masse dans les écoles américaines ou Dirge qui est le monologue glaçant d’un homme qui va se suicider. Le titre de l’album Attack & Agony fait référence au karma et aux conséquences des actions négatives, essentiellement de la colère, sur soi-même et sur le monde, d’où la métaphore avec l’insecte et de sa disposition sur la pochette. Plus largement, le rapport dominant / dominé au sein des relations humaines, tant d'un point de vue social, que hiérarchique, physique ou sexuel, est un thème régulièrement abordé dans l’album.
Le troisième album du groupe, We Are All Awake, sort le 30 juillet 2021. Le titre éponyme de l'album figure sur le sampler de fin d'année 2021 du magazine Orkus. Le groupe poursuit sa maturation artistique avec cet album, mais c'est surtout les premiers singles du futur album à venir qui marquent un tournant artistique et définissent le style définitif du groupe.
Sovereign Sore, quatrième LP du groupe, est diffusé le 21 avril 2023. La sortie des singles, puis de l'album, sont une nouvelle fois accompagnés par la presse spécialisée, tant étrangère qu'hexagonale,,. Aaron explique avoir modifié son usage des samples sur cet album en expérimentant différemment. Ils sont faits par exemple de prises de son enregistrées et retravaillées de bruits d'objets du quotidien, de trains, de métros, d'ambiance de lieux, et même du « cellier de (son) enfance ». Il a également repris des samples des années 90 qu'il a passé au séquenceur pour construire des sons nouveaux. Cet album ouvre au groupe de nombreux festivals hexagonaux (comme le Kave Fest 2024 suivi par Hard Force ou le Metaloïd 2023, s'attirant l'œil de la presse régionale), mais également internationaux comme le Hellsinki Industrial Festival 2023 en Finlande,,. Heartlay organise aussi une mini tournée britannique courant 2024 incluant un concert londonien avec le groupe américain Psyclon Nine,,. 
Beaucoup de singles inédits de Heartlay sont sortis ces derniers mois, accompagnés par la critique et annonçant un prochain album à venir,. Le groupe est par ailleurs annoncé sur le Tallinn Music Week (en) en Estonie au printemps 2025 et sur l'Infest Festival (en) en Angleterre à l'été 2025.

## Style musical
L'univers visuel est sombre et noir. Le processus créatif est solitaire et introspectif. Aaron décrit ses textes comme très « confessionnels », personnels et romantiques, mais présentés de façon théâtrale et abordant des thèmes comme l'amour, l'adversité, l'espoir, la tristesse ou la guérison,. Les changements sociétaux et les événements mondiaux sont aussi une source d'inspiration sur certains titres dans chaque album du groupe.
Heartlay a adopté une tenue de scène et des maquillages complets depuis 2019, chaque membre développant plus intimement son personnage par ce biais. Cette démarche découle tant des influences musicales et scéniques du groupe, comme Marilyn Manson ou Mushroomhead, que de l'aventure dissociative d'un David Bowie avec Ziggy Stardust. Le guitariste Jeff Thibaud explique pour toutes ces raisons se vivre plutôt comme un "performeur" sur scène à la manière d'un comédien au théâtre.
Le groupe revendique s'inspirer largement de Nirvana, Marilyn Manson, Rammstein, Psyclon Nine, Mushroomhead, ou encore NIN et The Prodigy ou même Aphex Twin et Björk,,,.

## Membres

### Membres actuels
- Aaron Sadrin – chant (depuis 2014)
- Nicolas Sindres – batterie (depuis 2019)
- Nicolas Jeff Thibaud – guitare (depuis 2020), chœurs

### Anciens membres
- Antoine Verdier – basse (2017-2024)
- Xavier Schattel – guitare (2017-2020)
- Cyril Merlaud – batterie (2017-2019)
- Flo Lemmonier – basse
- Loïs Arnaldi – batterie
- Johan Laë – guitare
- Xavier Schanen – basse
- Guillaume Plancke – batterie

## Discographie

### Albums
- 2017 : Close To Collapse
- 2019 : Attack & Agony
- 2021 : We Are All Awake
- 2023 : Sovereign Sore

### Apparitions sur des compilations
- 2021 : The Dark Hits Of Tomorrow Vol. 2 éditée par le magazine allemand Orkus

### Remixes
- 2018 : Come Down
- 2019 : The Sights
- 2020 : Attack & Agony : Remixes

### EPs & démos
- 2014 : Injection
- 2015 : Remedy

## Vidéographie

### Clips
- 2017 : Thrown, lyric vidéo
- 2019 : To The Floor, clip réalisé par Xavier Schattel et Sébastien Durand
- 2020 : The Sharpest One, clip réalisé par Nicolas Jeff Thibaud
- 2021 : Machiavellian Parasite, Lyric vidéo réalisée par Nicolas Jeff Thibaud
- 2021 : So Mortal, Lyric vidéo réalisée par Nicolas Jeff Thibaud
- 2021 : We Are All Awake, clip réalisé par Xavier Schattel et Sébastien Durand
- 2023 : Broken Seams, clip réalisé par Nicolas Jeff Thibaud
- 2023 : All Dreams Unravelled, Lyric vidéo réalisée par Nicolas Jeff Thibaud
- 2024 : Suits You So Well, clip réalisé par Nicolas Jeff Thibaud

### Documentaire
- 2025 : Beyond The Decay - Une soirée avec Heartlay (2025), réalisé par Jean Baptiste Herment